# Piattaforma di ghiaccio Brunt
La piattaforma di ghiaccio Brunt (75°40′S 25°00′W) è una piattaforma glaciale situata tra il ghiacciaio Dawson-Lambton e la lingua glaciale Stancomb-Wills, lungo la costa della Terra di Coats, in Antartide.
A monte della piattaforma si trovano le cosiddette cascate di ghiaccio Brunt, scoperte il 5 novembre 1967 dalla Marina militare degli Stati Uniti d'America, che si estendono per oltre 80 km lungo la costa Caird dove la ripida costa confina con la piattaforma glaciale.

## Storia
La piattaforma fu battezzata dal Comitato britannico per i toponimi antartici in onore di David Brunt (1886–1965), meteorologo gallese e vice-presidente della Royal Society dal 1949 al 1957, che fu il promotore della spedizione della Royal Society diretta a questa piattaforma nel 1955.
Sulla struttura la Royal Society Expedition approntò la propria base negli anni 1955–59, tale base diventerà poi la stazione permanente di ricerca inglese Halley.